# Renae Cruz
Renae Cruz née le 29 novembre 1987 est le nom de scène d'une actrice latino-américaine de films pornographiques.

## Biographie
Née Stephanie Renee Rossi le 29 novembre 1987 à New York, elle est entrée dans l'industrie pornographique en novembre 2006.
Elle tourne aussi bien des scènes anales que des scènes lesbiennes.

## Filmographie sélective
- 2006 : 1 Dick 2 Chicks 6
- 2006 : Latin Booty Worship
- 2007 : Brown Eyed Girl
- 2007 : No Man's Land Latin Edition 9
- 2007 : No Man's Land 43
- 2008 : The 4 Finger Club 24
- 2008 : Anal Chaos
- 2008 : Girlvana 4
- 2009 : Blame It on Savanna
- 2010 : Getting Off with Monique
- 2011 : Panty Pops 2
- 2012 : Sorority Secrets
- 2013 : Bush Bangers
- 2014 : Everybody Loves Alexis Texas
- 2015 : Jack's Pussy Posse
- 2016 : Class Ass

## Récompenses et nominations
- 2008 AVN Award nominee - Best New Starlet[1]
- 2009 AVN Award nominee - Best All-Girl 3-Way Sex Scene - Girlvana 4
- 2009 AVN Award nominee - Best Oral Sex Scene - Blow Me Sandwich 12
- 2009 AVN Award nominee - Best POV Sex Scene - Nice Fucking View 3